# Calendrier Tzolk'in

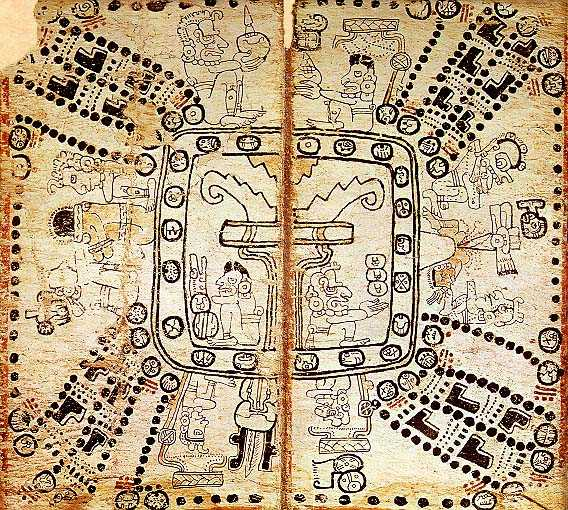
Représentation cosmique du calendrier Tzolk'in sous forme d'un graphe comprenant une croix de Malte juxtaposée à une croix de Saint-André. Chaque branche de la croix de Malte regroupe 3 séries de 13 jours et chaque branche de la croix de Saint-André, 2 séries de 13 jours - Codex de Madrid.

Le calendrier Tzolk'in est basé sur un cycle de 13 × 20 = 260 jours à caractère divinatoire et religieux du calendrier maya.
Ce calendrier rituel de 260 jours est commun à toutes les civilisations précolombiennes de la Mésoamérique (les Nahuas l'appelaient tonalpohualli). L'origine de ce calendrier est obscure. Les plus anciennes attestations remontent à 650 av. J.-C. dans des noms calendaires.

## Description

### Structure
C'est le produit d'un cycle de 13 rangs « a » (numéros allant de 1 à 13) et d'un cycle ordonné de 20 signes « X » de jours (le premier signe est Imix, il est suivi par Ik, le dernier est Ahau, la liste exhaustive est précisée plus bas).
Un jour du tzolk'in se dit « a X », par exemple 4 Ahau (qui est la date du jour origine associé à un lever de Vénus). La loi de succession est : successeur de « a X » = successeur de « a » successeur de « X » : 1 Imix, 2 Ik, 3 Akbal, 4 Kan... (le successeur de 13 est 1, et celui de Ahau est Imix). 13 étant premier avec 20, le procédé permet de faire se succéder toutes les combinaisons possibles, soit 260.
On obtient alors la succession des jours suivante (à lire de haut en bas et de la gauche vers la droite) :
|              | 0  | 20 | 40 | 60 | 80 | 100 | 120 | 140 | 160 | 180 | 200 | 220 | 240 |
| Imix'(1)     | 1  | 8  | 2  | 9  | 3  | 10  | 4   | 11  | 5   | 12  | 6   | 13  | 7   |
| Ik'(2)       | 2  | 9  | 3  | 10 | 4  | 11  | 5   | 12  | 6   | 13  | 7   | 1   | 8   |
| Ak'b'al(3)   | 3  | 10 | 4  | 11 | 5  | 12  | 6   | 13  | 7   | 1   | 8   | 2   | 9   |
| K'an(4)      | 4  | 11 | 5  | 12 | 6  | 13  | 7   | 1   | 8   | 2   | 9   | 3   | 10  |
| Chikchan(5)  | 5  | 12 | 6  | 13 | 7  | 1   | 8   | 2   | 9   | 3   | 10  | 4   | 11  |
| Kimi(6)      | 6  | 13 | 7  | 1  | 8  | 2   | 9   | 3   | 10  | 4   | 11  | 5   | 12  |
| Manik'(7)    | 7  | 1  | 8  | 2  | 9  | 3   | 10  | 4   | 11  | 5   | 12  | 6   | 13  |
| Lamat(8)     | 8  | 2  | 9  | 3  | 10 | 4   | 11  | 5   | 12  | 6   | 13  | 7   | 1   |
| Muluk(9)     | 9  | 3  | 10 | 4  | 11 | 5   | 12  | 6   | 13  | 7   | 1   | 8   | 2   |
| Ok(10)       | 10 | 4  | 11 | 5  | 12 | 6   | 13  | 7   | 1   | 8   | 2   | 9   | 3   |
| Chuwen(11)   | 11 | 5  | 12 | 6  | 13 | 7   | 1   | 8   | 2   | 9   | 3   | 10  | 4   |
| Eb'(12)      | 12 | 6  | 13 | 7  | 1  | 8   | 2   | 9   | 3   | 10  | 4   | 11  | 5   |
| B'en(13)     | 13 | 7  | 1  | 8  | 2  | 9   | 3   | 10  | 4   | 11  | 5   | 12  | 6   |
| Ix(14)       | 1  | 8  | 2  | 9  | 3  | 10  | 4   | 11  | 5   | 12  | 6   | 13  | 7   |
| Men(15)      | 2  | 9  | 3  | 10 | 4  | 11  | 5   | 12  | 6   | 13  | 7   | 1   | 8   |
| Kib'(16)     | 3  | 10 | 4  | 11 | 5  | 12  | 6   | 13  | 7   | 1   | 8   | 2   | 9   |
| Kab'an(17)   | 4  | 11 | 5  | 12 | 6  | 13  | 7   | 1   | 8   | 2   | 9   | 3   | 10  |
| Etz'nab'(18) | 5  | 12 | 6  | 13 | 7  | 1   | 8   | 2   | 9   | 3   | 10  | 4   | 11  |
| Kawak(19)    | 6  | 13 | 7  | 1  | 8  | 2   | 9   | 3   | 10  | 4   | 11  | 5   | 12  |
| Ahau(20)     | 7  | 1  | 8  | 2  | 9  | 3   | 10  | 4   | 11  | 5   | 12  | 6   | 13  |

Dans ce tableau, on peut ainsi lire que le 155e jour du calendrier est le 12 Men.
Indépendamment d'un tel tableau, connaissant le rang n d'un jour dans le calendrier, il est possible, par un travail sur les congruences, de déterminer le numéro a et le nom X de sa datation dans ce calendrier : a et n doivent avoir même reste modulo 13 et le rang de X, rx, et n doivent avoir même reste modulo 20. Pour reprendre l'exemple précédent dans lequel n = 155, comme 155 = 11 × 13 + 12 = 7 × 20 + 15, on sait que a = 12 et que rx = 15 ce qui  donne bien la date 12 Men.
Réciproquement, connaissant la date dans le calendrier Tzolk'in, il est possible de retrouver son rang en utilisant le théorème des restes chinois : n et 40a - 39rx doivent avoir même reste module 260. Le jour 4 Ahau, par exemple, donne a = 4 et rx = 20, 40a - 39rx = - 620 est congru à 160 modulo 260. 4 Ahau correspond donc au 160e jour du calendrier.
| Nous sommes maintenant le vendredi 1 août 2025 11:35 UTC | \| \| \| \| \| 4 Yaxk'in \| |  |  |           |
|                                                          |                             |  |  | 4 Yaxk'in |

| Tzolkin dans les codex | Tzolkin dans les inscriptions avec nombre céphalomorphe | Interprétation en français |
| ---------------------- | ------------------------------------------------------- | -------------------------- |
|                        |                                                         | 8 Mort                     |

### Jours et glyphes
Ce système de calendrier se retrouve dans plusieurs civilisations d'Amérique Centrale avec des noms et des signes différents. Ci-dessous sont représentés les glyphes et noms usuellement rencontrés dans les textes mayas. D'autres noms et d'autres signes sont utilisés chez les Aztèques. À chaque nom de jour sont souvent associés des phénomènes naturels, des dieux ou des sens.
| No séq. | Nom du Jour | Exemple de glyphe gravé, | Exemple de glyphe de codex | Yucatèque du XVIe siècle | Maya classique reconstruit | Phénomène associé ou sens[réf. nécessaire] |
| ------- | ----------- | ------------------------ | -------------------------- | ------------------------ | -------------------------- | ------------------------------------------ |
| 01      | Imix'       |                          |                            | Imix                     | Imix (?) / Ha' (?)         | nénuphar                                   |
| 02      | Ik'         |                          |                            | Ik                       | Ik'                        | vent                                       |
| 03      | Ak'b'al     |                          |                            | Akbal                    | Ak'b'al (?)                | noir, nuit                                 |
| 04      | K'an        |                          |                            | Kan                      | K'an (?)                   | maïs                                       |
| 05      | Chikchan    |                          |                            | Chicchan                 | (inconnue)                 | serpent céleste                            |
| 06      | Kimi        |                          |                            | Cimi                     | Cham (?)                   | mort                                       |
| 07      | Manik'      |                          |                            | Manik                    | Manich' (?)                | cerf                                       |
| 08      | Lamat       |                          |                            | Lamat                    | Ek' (?)                    | Vénus                                      |
| 09      | Muluk       |                          |                            | Muluc                    | (inconnue)                 | jade, eau                                  |
| 10      | Ok          |                          |                            | Oc                       | (inconnue)                 | chien                                      |
| 11      | Chuwen      |                          |                            | Chuen                    | (inconnue)                 | singe                                      |
| 12      | Eb'         |                          |                            | Eb                       | (inconnue)                 | pluie                                      |
| 13      | B'en        |                          |                            | Ben                      | (inconnue)                 | maïs vert/jeune                            |
| 14      | Ix          |                          |                            | Ix                       | Hix (?)                    | jaguar                                     |
| 15      | Men         |                          |                            | Men                      | (inconnue)                 | Aigle                                      |
| 16      | Kib'        |                          |                            | Cib                      | (inconnue)                 | cire                                       |
| 17      | Kab'an      |                          |                            | Caban                    | Chab' (?)                  | terre                                      |
| 18      | Etz'nab'    |                          |                            | Etznab                   | (inconnue)                 | silex                                      |
| 19      | Kawak       |                          |                            | Cauac                    | (inconnue)                 | tempête                                    |
| 20      | Ajaw        |                          |                            | Ahau                     | Ajaw                       | seigneur                                   |

### Almanach divinatoire
Le calendrier Tzolk'in a une visée principalement prophétique et cérémonielle. Il est classique dans toutes les civilisations mésoamérindiennes et servait de base à l'évaluation des personnalités, les présages et les pronostics. Concernant sa durée de 260 jours, les mayanistes en sont réduits aux conjectures, même si une relation avec la durée moyenne d'une gestation humaine est parfois évoquée.
Chaque nom de jour colore les 13 jours de l'année concernés par ce jour d'une spécificité faste ou néfaste. Il était donc important de consulter des almanachs divinatoires avant d'entreprendre toute action. Ceux-ci devaient probablement être très répandus dans les Codex. Parmi les quelques codex épargnés de nos jours, le Codex de Madrid offre un exemple assez bien conservé de calendrier. Il est situé dans les sections hautes et basses des pages 65 à 72 et la partie basse de la page 73,  et se lit de la manière suivante : les 16 premiers jours se trouvent dans la première ligne de la section haute de ces 8 pages, les 16 suivants dans la première ligne de la section basse de ces mêmes pages, les 16 suivantes dans le seconde ligne de la partie haute et ainsi de suite sur les 8 lignes de chaque partie. Les 4 derniers jours sont représentés dans la partie basse de la page 73.
|  |  |

## Relation avec lecalendrier haab

### LeCalendar Round
Le calendrier tzolk'in (de 260 jours) est souvent associé au calendrier haab (de 365 jours) pour former une date dite en Calendrier Rituel ou Calendar Round (CR). Les dates CR ont deux constituants : une date tzolk'in et une date ha'ab, par exemple : 4 Ahau 8 Cumku. Une combinaison d'une date du calendrier tzolk'in avec une date du calendrier haab se représente une fois tous les 18 980 jours (18 980 est le plus petit commun multiple de 260 et 365). Ces 18 980 jours  correspondent à 73 années tzolk'in (ou années rituelles) ou 52 années  ha'ab (ou années vagues), période appelée en français cycle de calendrier qui joue un rôle important dans la vie religieuse  maya. Ce d'autant plus que l'étude du cycle de Vénus fait coïncider 65 années vénusiennes à 2 cycles de calendriers soit à 104 années vagues.
Il existe 260 × 365 combinaisons possibles entre une date tzolk'in  et une date haab, soit 5 fois plus que le nombre de jours dans un cycle de calendrier. Cela signifie que certaines combinaisons n'apparaissent jamais dans le calendrier CR. Un travail sur les cycles et les congruences permet d'établir que la règle ne touche que le nom des jours dans le calendrier tzolk'in et le numéro du mois dans le calendrier haab : dans un calendrier CR donné, une combinaison aX bY est une date valide seulement si le reste de rx - b modulo 5 est égal à une constante donnée. Ainsi, si dans ce calendrier on trouve la date 4 Ahau 8 Cumku, la différence 20 - 8 est congrue à 2 modulo 5 qui est la constante de ce calendrier. On pourra donc trouver une date comme 4 Akbal 16 Cumku (car 3 - 16  est congru à 2 modulo 5) mais pas la date 4 Kimi 7 Cumku (car 6 - 7 est congru à 4 modulo 5).
Un tel critère est utile pour limiter les erreurs dans le cas de lecture de date CR dans des documents très érodés.

### Jours porteurs d'années
Dans le calendrier Tzolk'in, les noms de jours sont au nombre de 20, ce qui correspond au nombre de jours dans un mois régulier du calendrier haab. Par conséquent, tous les débuts de mois, réguliers ou irrégulier, d'une même année portent le même nom de jour.
D'autre part, puisque 365 = 20 × 18 + 5 = 13 × 25 + 1,  une fête du calendrier haab célébrée le jour a X, se fête l'année suivante le jour a+1 X+5, puis a+2 X+10, puis a+3 X+15, puis a+4 X. Il n'y a donc que 4 noms de jours associés à cette fête.
C'est le cas en particulier pour la fête concernant l'installation d'une nouvelle année. Les noms de jours associés à ces célébrations sont au nombre de 4. Leur nom dépend de la date considérée comme le début des cérémonies. On trouve ainsi des célébrations commençant au début ou à la fin du dernier mois de l'année haab. Chez les Aztèques on voit même ces fêtes correspondre au 360e jour du calendrier  xihuitl, leur équivalent du calendrier haab. 
Ce changement d'année est signalé dans les documents par une image où l'on voit un dieu déposer le fardeau de l'année, fardeau repris par le dieu suivant. Ces dieux, associés à des jours particuliers du calendrier Tzolk'in, sont appelés des porteurs d'années. Ils ont une influence sur l'année entière qu'ils portent et sont associés aux quatre points cardinaux.  
On trouve ainsi des porteurs différents selon les périodes et même les documents. En période classique, il s'agissait des jours Ak'b'al, Lamat, B'en et Etz'nab tandis durant la conquête espagnole, au Yucatán, il s'agissait de K'an, Muluk, Ix et Kawak. George Ifrah, quant à lui, plaçant le porteur d'année en 0 pop (et non 1 pop)  donne comme  porteurs d'années les jours Ik et Manik, Eb et Kaban.
Comme expliqué précédemment, chaque année, le numéro  du jour  nouvel an se décale d'une unité, tandis que le rang du nom de jour se décale de 5. Chacune des 52 années vagues du cycle des calendriers (CR) peut donc être identifiée par un numéro entre 1 et 13 et un nom de jour parmi les 4 jours porteurs d'années selon le cycle (pour la période classique à 1 pop) : 1 Ak'b'al, 2 Lamat, 3 B'en, 4 'Etz'nab, 5 Ak'b'al, 6 Lamat, 7 B'en,8 'Etz'nab, etc. C'est de cette façon, par exemple que sont nommées les 52 années du cycle des calendriers (CR) chez les Aztèques. Treize années séparent les porteurs portant le même numéro mais un nom différent comme  1 Ak'b'al et 1 Lamat. Ces cycles de 13 ans sont signalées dans les codices, comme le codex de Dresde.